# 蒂查爾峰
46°42′29.5″N 9°01′49.3″E / 46.708194°N 9.030361°E
蒂查爾峰（Piz Titschal），是瑞士的山峰，位於該國東南部，由格勞賓登州負責管轄，屬於勒蓬廷阿爾卑斯山脈的一部分，海拔高度2,550米，每年平均降雨量1,929毫米。

## 外部連結
- Piz Titschal on Hikr （页面存档备份，存于）